# Acatlán de Juárez
Acatlán de Juárez es una localidad mexicana, cabecera del municipio homónimo. Se sitúa en el centro del estado de Jalisco, perteneciendo a la región Lagunas.

## Geografía
La localidad de Acatlán de Juárez se ubica en el centro del municipio de Acatlán de Juárez, limitando hacia el oeste con la localidad de El Plan (El Cerrito).
La localidad se encuentra ubicada en las coordenadas: 20°25'19" latitud norte, y 103°35'30" latitud oeste; a una altura media de 1371 m s.n.m.

### Clima
El clima de Acatlán de Juárez es semicálido subhúmedo con lluvias en verano; la precipitación anual es de alrededor de 800 mm.
| Parámetros climáticos promedio de Acatlán de Juárez, Jalisco | Parámetros climáticos promedio de Acatlán de Juárez, Jalisco | Parámetros climáticos promedio de Acatlán de Juárez, Jalisco | Parámetros climáticos promedio de Acatlán de Juárez, Jalisco | Parámetros climáticos promedio de Acatlán de Juárez, Jalisco | Parámetros climáticos promedio de Acatlán de Juárez, Jalisco | Parámetros climáticos promedio de Acatlán de Juárez, Jalisco | Parámetros climáticos promedio de Acatlán de Juárez, Jalisco | Parámetros climáticos promedio de Acatlán de Juárez, Jalisco | Parámetros climáticos promedio de Acatlán de Juárez, Jalisco | Parámetros climáticos promedio de Acatlán de Juárez, Jalisco | Parámetros climáticos promedio de Acatlán de Juárez, Jalisco | Parámetros climáticos promedio de Acatlán de Juárez, Jalisco | Parámetros climáticos promedio de Acatlán de Juárez, Jalisco |
| Mes                                                          | Ene.                                                         | Feb.                                                         | Mar.                                                         | Abr.                                                         | May.                                                         | Jun.                                                         | Jul.                                                         | Ago.                                                         | Sep.                                                         | Oct.                                                         | Nov.                                                         | Dic.                                                         | Anual                                                        |
| ------------------------------------------------------------ | ------------------------------------------------------------ | ------------------------------------------------------------ | ------------------------------------------------------------ | ------------------------------------------------------------ | ------------------------------------------------------------ | ------------------------------------------------------------ | ------------------------------------------------------------ | ------------------------------------------------------------ | ------------------------------------------------------------ | ------------------------------------------------------------ | ------------------------------------------------------------ | ------------------------------------------------------------ | ------------------------------------------------------------ |
| Temp. máx. abs. (°C)                                         | 32.5                                                         | 37.0                                                         | 37.0                                                         | 39.0                                                         | 39.5                                                         | 39.5                                                         | 43.0                                                         | 40.5                                                         | 39.0                                                         | 42.5                                                         | 35.0                                                         | 33.0                                                         | 43.0                                                         |
| Temp. máx. media (°C)                                        | 26.7                                                         | 28.5                                                         | 30.9                                                         | 33.0                                                         | 34.0                                                         | 31.6                                                         | 28.9                                                         | 28.6                                                         | 28.4                                                         | 28.6                                                         | 28.4                                                         | 27.3                                                         | 29.6                                                         |
| Temp. media (°C)                                             | 16.4                                                         | 17.6                                                         | 19.4                                                         | 21.4                                                         | 23.4                                                         | 23.7                                                         | 22.5                                                         | 22.2                                                         | 22.1                                                         | 21.1                                                         | 18.9                                                         | 17.1                                                         | 20.5                                                         |
| Temp. mín. media (°C)                                        | 6.1                                                          | 6.6                                                          | 7.9                                                          | 9.8                                                          | 12.7                                                         | 15.8                                                         | 16.0                                                         | 15.7                                                         | 15.7                                                         | 13.6                                                         | 9.4                                                          | 6.8                                                          | 11.3                                                         |
| Temp. mín. abs. (°C)                                         | -3.0                                                         | -2.0                                                         | -1.0                                                         | 2.0                                                          | 5.0                                                          | 7.0                                                          | 7.0                                                          | 8.0                                                          | 8.0                                                          | 3.0                                                          | 0.5                                                          | -1.5                                                         | -3.0                                                         |
| Precipitación total (mm)                                     | 18.4                                                         | 9.5                                                          | 4.7                                                          | 5.7                                                          | 22.0                                                         | 170.5                                                        | 197.0                                                        | 163.1                                                        | 141.3                                                        | 51.1                                                         | 11.3                                                         | 10.5                                                         | 805.1                                                        |
| Días de precipitaciones (≥ 1 mm)                             | 1.7                                                          | 1.1                                                          | 0.5                                                          | 0.7                                                          | 2.8                                                          | 13.0                                                         | 17.5                                                         | 16.2                                                         | 13.2                                                         | 4.9                                                          | 1.2                                                          | 1.9                                                          | 74.7                                                         |
| Fuente: Servicio Meteorológico Nacional                      |                                                              |                                                              |                                                              |                                                              |                                                              |                                                              |                                                              |                                                              |                                                              |                                                              |                                                              |                                                              |                                                              |

## Demografía
De acuerdo con el Censo de Población y Vivienda realizado en marzo de 2020 por el Instituto Nacional de Estadística y Geografía (INEGI), en Acatlán de Juárez había un total de 11 110 habitantes, siendo 5642 mujeres y 5468 hombres.

### Viviendas
En el censo de 2020 se registraron alrededor de 3764 viviendas en Acatlán de Juárez, de las cuales 3762 eran particulares. Siendo un total de 3065 viviendas particulares habitadas; mientras que de las viviendas particulares habitadas: 3040 tenían piso de material diferente de tierra; 3056 disponían de energía eléctrica y de escusado; y 3055 disponían de drenaje.

### Evolución demográfica
| Gráfica de evolución demográfica de Acatlán de Juárez entre 1900 y 2020 |
|                                                                         |
| Fuente: Instituto Nacional de Estadística y Geografía                   |